# Maddie Fitzpatrick
Madeline Margaret Genevieve Miranda Catherine Fitzpatrick, conocida como "Maddie", nació en septiembre de 1990.[cita requerida] Es un personaje ficticio en la serie de Disney Channel The Suite Life of Zack and Cody. Es interpretada por Ashley Tisdale.

## Información del personaje
Maddie es la bella chica de 15 años que vive en Boston. Ella es muy inteligente y trabaja duro. Vende caramelos en el Hotel Tipton, en Boston, Massachusetts. Moseby, que es el administrador del hotel, siempre le consulta sobre los problemas. Como el sueldo de vendedora no le alcanza para mucho, Maddie tiene otros trabajos, como ser la encargada de la guardería del Tipton y niñera de Zack y Cody, además de hacerle diversos favores a London a cambio de una paga. Allí, ella es amiga de la familia Martin, Carey y sus hijos gemelos, Zack y Cody. También es amiga de la hija del dueño del Tipton, London Tipton, aunque para London, Maddie es más su esclava que su amiga, aunque en la última temporada ya London la toma más como a una amiga que como a un objeto de servidumbre y en un capítulo en el que London se queda a dormir con Maddie por un tiempo. Ella vive cruzando la cancha de béisbol Parque Fenway. 
Maddie roba el corazón de Zack, pero ella lo rechaza, por la diferencia de edades entre ellos dos (tres años y medio). Maddie es de origen irlandés y cree en los elfos de su familia. Ella tuvo muchos enamoramientos (aunque ninguna de sus relaciones fue perfecta), pero tal vez el más profundo fue con Trevor (personificado por Zac Efron) el cual iba a una conferencia de estudiantes sobresalientes al Tipton, al ayudar a London a impresionarlo terminan enamorándose mutuamente; generalmente la mayoría de sus novios trabajan o son frecuentes en el Tipton. Algunos de sus anteriores novios son el salvavidas del hotel, Lance (un mozo del mismo hotel).
A pesar de ser pobre, ella viste como si no lo fuera, y su uniforme es una camisa azul, una falda verde a cuadros, unas botas negras y una corbata (que ella ha agregado a su uniforme como toque personal). Maddie asiste a una Escuela Católica en Boston y siempre se preocupa mucho por los problemas ambientales, y no se metió en líos en su escuela hasta que London empieza a asistir a ese colegio.
En la última temporada Maddie ganó un viaje a la Antártida, y cuando regresa su puesto está ocupado por Mia (la sobrina del Sr. Moseby) y por Millicent (vendedora hiper-nerviosa), con las cuales siempre mantuvo una rivalidad.

## Aparición en Hannah Montana
Maddie también aparece en un episodio de Hannah Montana. Está haciendo las maletas con Hannah, Maddie le da las gracias por los boletos de un concierto, en este episodio gracias a Maddie, Robby Ray Stewart hace una gira después de tantos años de dejar su carrera como cantante, ya que le dijo a Hannah sin querer que odiaría ser la persona que impida que Robby Ray deje de brillar, pues Robby Ray había dejado de cantar para ser el representante de Hannah. También al final del mismo donde sale con su madre aunque solo se nota la sombra y la guardaespaldas de Hannah Montana la golpea cayéndose al suelo.

## Relaciones
Maddie ha tenido relaciones con numerosos chicos en la serie:
- Zack Martin (Dylan Sprouse): Como en varios episodios se demuestra, Zack está enamorado de Maddie, pero Maddie de él no y espera hacerla su esposa, aunque para Maddie tal relación no existe. Pero recientemnte esta relación ha sido concretada en la secuela de la serie donde Maddie finalmente logra besar a Zack (episodio "Maddie on deck"). Pero se termina luego, pues no se ve nunca más a Maddie, y Zack empieza a salir formalmente en la 3a temporada con Maya Bennett.
- Chuck: En el episodio "Grounded on the 23rd Floor" Maddie está interesada en Chuck, un mozo del hotel.
- Jason Harrington: En el episodio "Maddie Checks In", ella y London Tipton tienen una doble cita con unos chicos llamados Jason y Kyle.
- Geoffrey : En el episodio "A Prom Story" Maddie intenta impresionar a un chico mayor que ella, pero él solo la ve como a una niña.
- Lance Fishman Salvavidas: En el episodio "Hotel Hangout" Maddie comienza a salir con Lance, el salvavidas del hotel, pero a ella la relación no la convence porque el chico solo habla del agua.
- Gavin: En el episodio "Big Hair & Baseball" ella sale con un muchacho llamado Gavin, el cual tenía un problema de sudoración. La cita sale muy bien, pero no se vuelve a mencionar otra vez.
- Randall: es un niño de la guardería del Tipton y al igual que a Zack, Maddie lo rechaza por la diferencia de edad, como se puede ver en el episodio "Day Care".
- Jack: En el episodio "Rumors" Maddie está saliendo con un mozo del hotel llamado Jack.
- Trevor: Al final del episodio "Odd Couples" Maddie se besa con Trevor (Zac Efron), un chico que primero salía con London, aunque la relación (con Maddie)es más de amor-odio.

También ha habido los casos en los cuales ella y London están enamoradas del mismo muchacho:
- En el episodio "Twins at the Tipton", a ella y a London Tipton les gusta un chico llamado Kirk, pero ella acuerda salir con su hermano gemelo más elegante. Pero Maddie piensa que no es sólo el gemelo más elegante, sino también el más "bobo".
- En el episodio ""Ah! Wilderness!", Maddie empieza a salir con el exnovio de London.
- En el episodio "Rock Star In The House", Maddie y London están obsesionadas con Jesse McCartney. Pero Maddie sólo lo quiere entrevistar para una tarea escolar. London quiere casarse con él.

- Datos: Q2728807